# Saluggia
Saluggia ist eine Gemeinde in der italienischen Provinz Vercelli (VC), Region Piemont.

## Lage und Einwohner
Saluggia liegt knapp 40 km südwestlich von Vercelli auf einer Höhe von 194 m über dem Meeresspiegel, nahe dem Dora Baltea. Die Gemeinde besteht aus den Ortsteilen Sant, Antonino di Saluggia und Saluggia. Die Nachbargemeinden sind Cigliano, Crescentino, Lamporo, Livorno Ferraris, Rondissone (TO), Torrazza Piemonte (TO) und Verolengo (TO).
Das Gemeindegebiet umfasst eine Fläche von 31 km² und hat 3790 Einwohner (Stand 31. Dezember 2023).

## Einzelnachweise

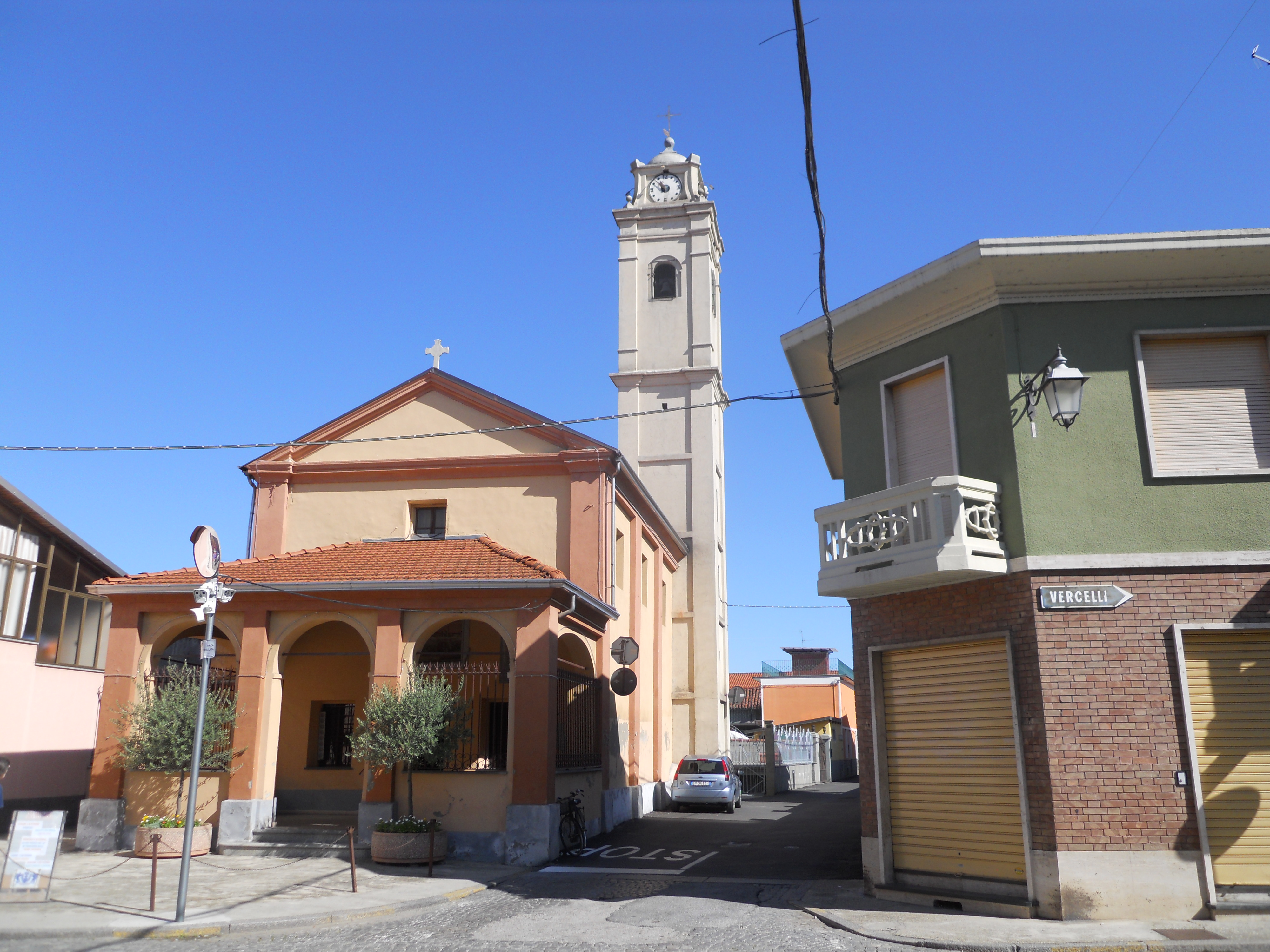
Bonaventurakirche Saluggia